# Aphelandra squarrosa
 Aphelandra squarrosa (comummente, mas ambiguamente chamada de "planta zebra") é uma espécie de planta da família Acanthaceae, que é nativa da vegetação da Mata Atlântica, do Brasil. Esta planta é muitas vezes usada como uma planta de casa. Esta planta é citada na Flora Brasiliensis por Carl Friedrich Philipp von Martius.